# Rhynchospora marisculus
Rhynchospora marisculus là loài thực vật có hoa trong họ Cói. Loài này được Lindl. & Nees miêu tả khoa học đầu tiên năm 1842.